# Onblavia flavocapitata
Onblavia flavocapitata är en insektsart som beskrevs av Nielson 1979. Onblavia flavocapitata ingår i släktet Onblavia och familjen dvärgstritar. Inga underarter finns listade i Catalogue of Life.